# Ślad torowy

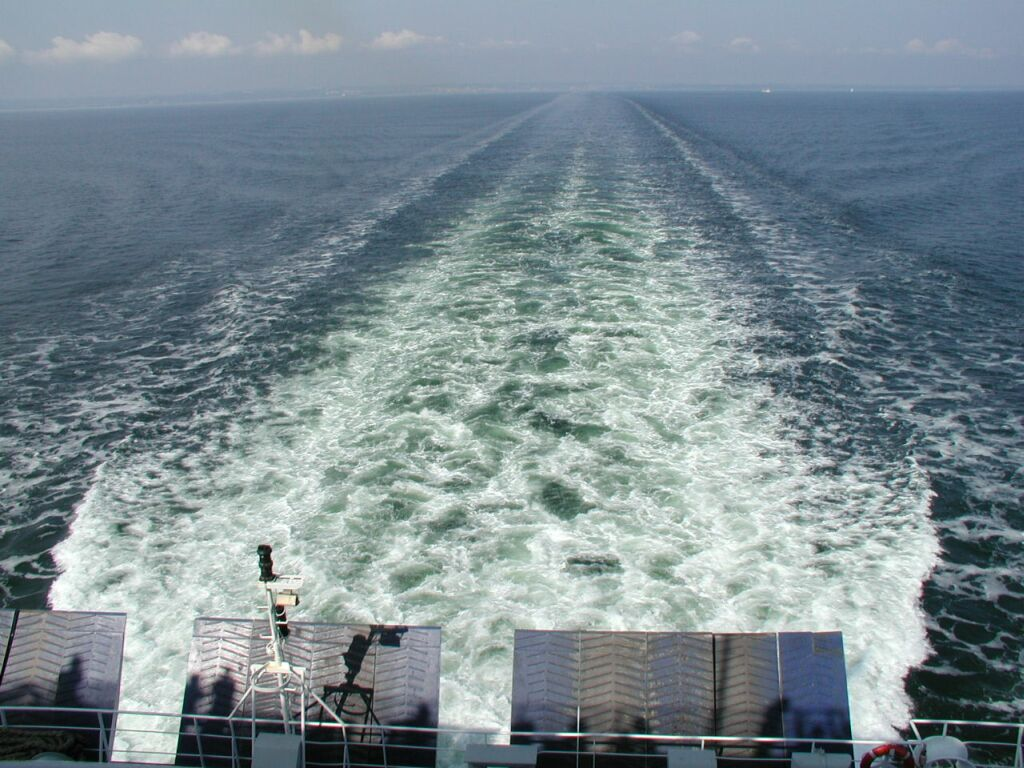
Kilwater za promem (Morze Bałtyckie)

Ślad torowy, kilwater (nl. - kielwater)) – przypowierzchniowa warstwa wody zaburzonej przez ruch jednostki nawodnej, a przede wszystkim przez obroty śrub okrętowych oraz turbulentny charakter opływu hydrodynamicznego kadłuba jednostki pływającej. Wielkość śladu torowego wzrasta przy wzroście prędkości oraz wraz ze zwiększaniem się wielkości jednostki, która nie ma jednak większego wpływu na samą strukturę śladu torowego.
Kilwater jest niejednokrotnie lepiej widoczny z powietrza czy kosmosu niż sama jednostka pływająca – pomaga w ustaleniu jej lokalizacji na morzu. W przypadku okrętów wojennych, a w szczególności okrętów podwodnych płynących na głębokości peryskopowej jest cechą bardzo niepożądaną – ułatwiającą wykrycie okrętu.
W tekstach szant i piosenek żeglarskich kilwater bywa metaforą upływającego czasu, lub krajobrazu, np. "został po żeglarzach kilwater pijany szczęściem", lub "w kilwaterze Księżyca Opty dziób swój zanurza".
Kilwater bywa również elementem humoru żeglarskiego, kiedy to niedoświadczonego adepta żeglarstwa wysyła się po pół wiadra kilwateru lub poleca się mu zbuchtować kilwater.